# Ron Arad (designer)
Pour les articles homonymes, voir Ron Arad et Arad.
Ron Arad est un designer israélien né le 24 avril 1951 à Tel-Aviv et reconnu depuis les années 1980. Il étudie l'architecture à l'Architectural Association School of Architecture de Londres où Bernard Tschumi est son professeur et Zaha Hadid sa collègue. Il découvre le design en Italie.

## Biographie
Ron Arad nait le 24 avril 1951 à Tel Aviv. Il fonde son premier studio One Off Ltd en 1981 avec Caroline Thormann. Ensuite, la réussite ne se fait pas attendre. Il signe ses premiers succès avec, entre autres, les fauteuils Rover (1981) et Well-Tempered Chair (1986), puis avec l'emblématique étagère Bookworm (1993) originellement en acier puis fabriquée en plastique par Kartell.
Ron Arad utilise des technologies et des matériaux avec des modalités et des formes tout à fait nouvelles. Manipulation, transformation et expérimentation sont les maîtres-mots de l'esprit de ses créations. Son design se caractérise par des formes pures, non conventionnelles et un goût pour les courbes qui le place dans la lignée des designers sculpteurs.

Sa démarche est en effet plus celle d'un artiste que d'un designer industriel, en témoignent le côté objet unique de ses créations, et le fait que leur fonction n'est pas un critère de premier ordre dans le processus de création. 
Il a collaboré, entre autres, avec Vitra, Cassina, Driade, Fiam, Kartell, Artemide, Alessi, Flos.
Il a également conçu (avec Bruno Asa) le Design Museum Holon. Inauguré en 2010, ce dernier est le premier musée israélien consacré au design.

## Design
- Chaise Tom Vac (1999), Vitra
- Chaise FPE (Fantastic Plastic Elastic) (1997), Kartell
- Rocking chair Rolling Volume (1989)
- Fauteuil Rover (1981), produit avec des tubes d'acier et un siège auto Rover 2000
- Étagère Bookworm, Kartell
- Récipient Babyboop, Alessi
- Couvert Pirouette (2010), WMF
- Rafraîchissoir en collaboration avec Ruinart (2015), réalisé par L'Orfèvrerie d'Anjou[1]
- Chaise Papardelle (1995) produite en cotte de mailles d'inox soudé

## Architecture
- Médiacité (Liège, 2009)
- Foyer de l'opéra de Tel Aviv
- Musée du design (Holon)

## Galerie

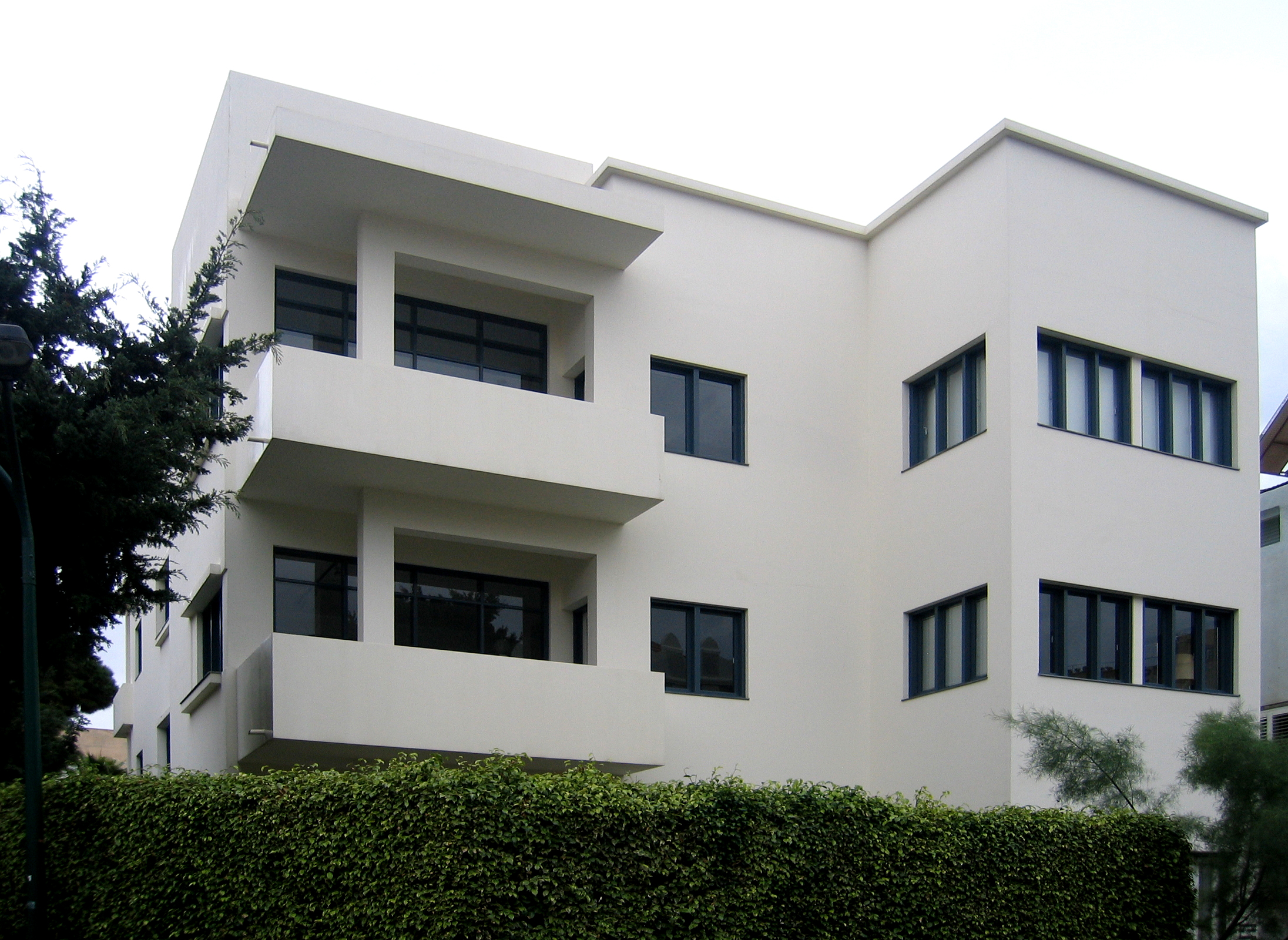
Musée du Bauhaus - Tel Aviv
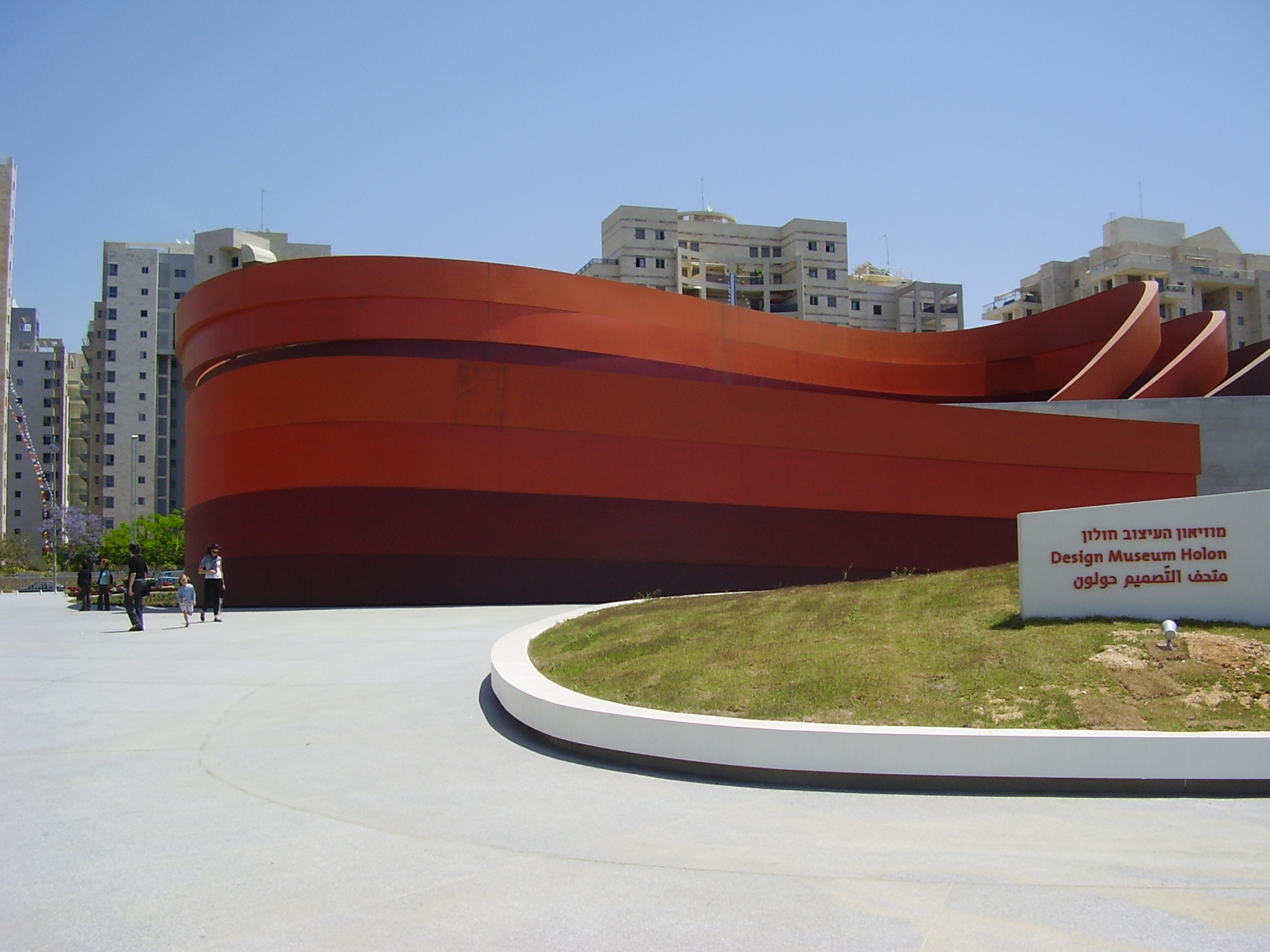
Holon Design Museum
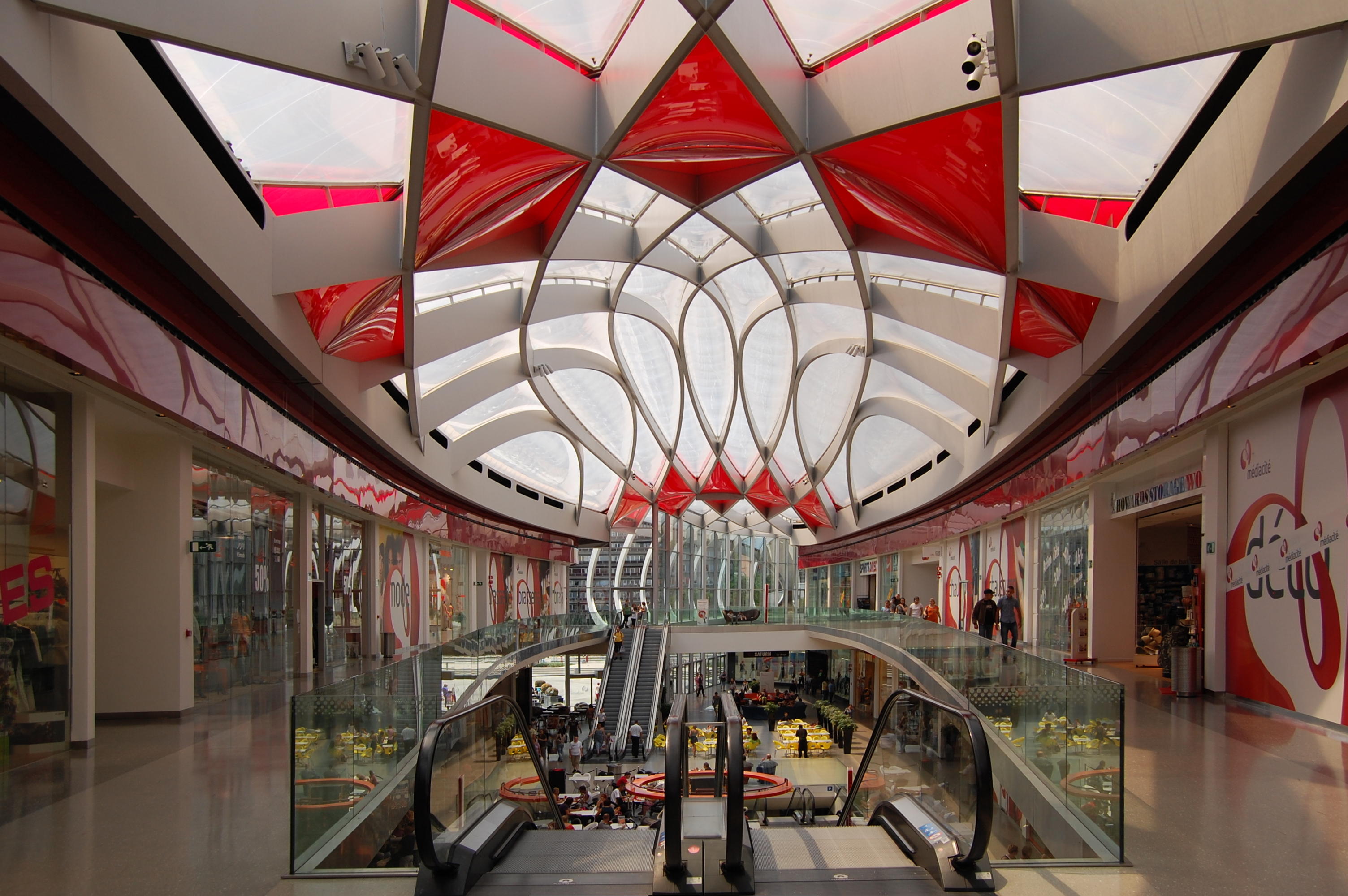
Médiacité, Liège
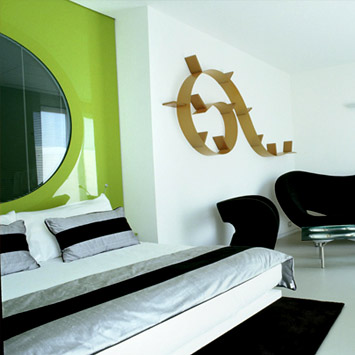
Bibliothèque Bookworm, fauteuil et canapé Victoria And Albert
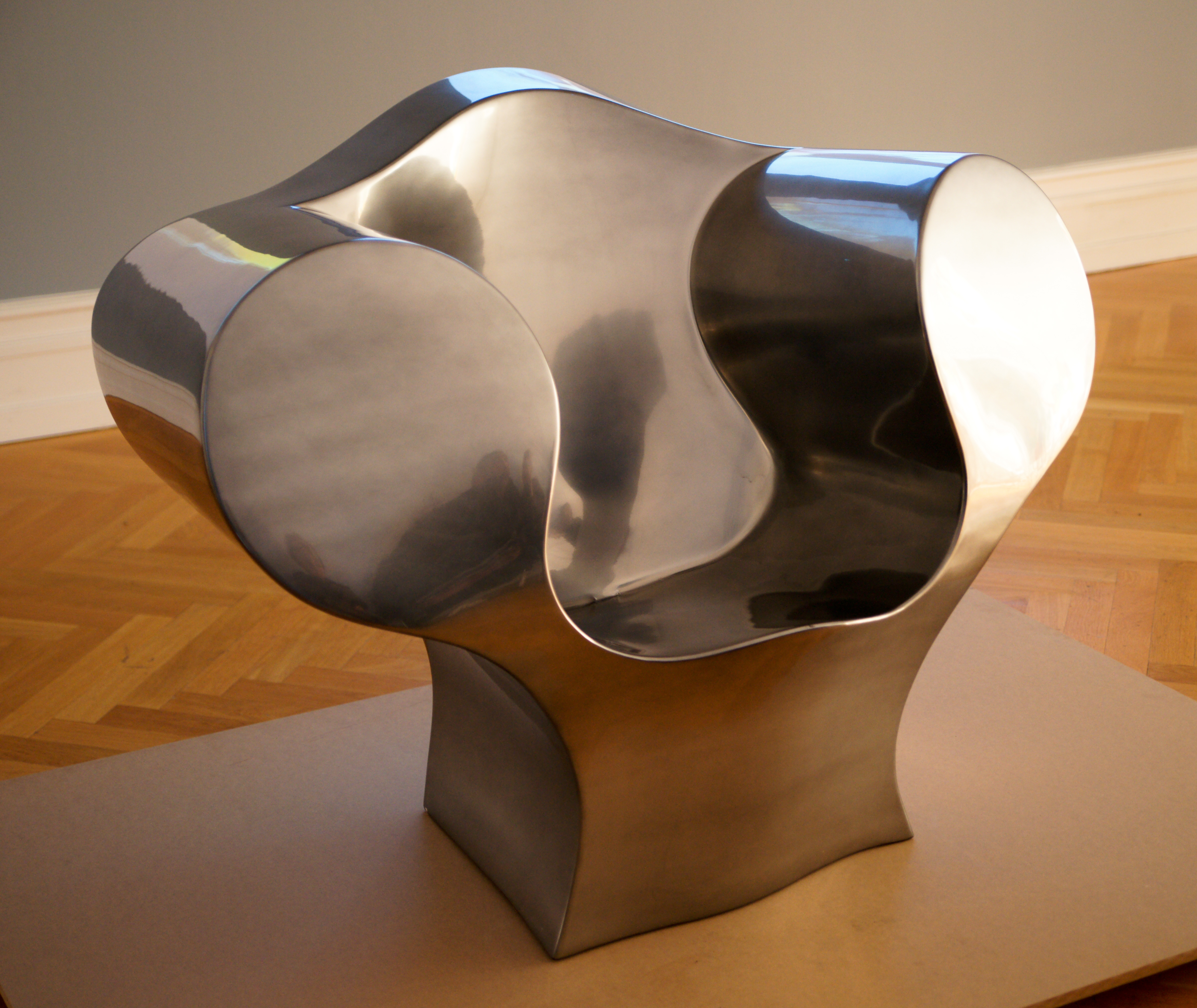
Chaise The Big Easy